# Zeltweg Airfield
Zeltweg Airfield era um aeroporto militar localizado no estado de Styria, Áustria próximo a Zeltweg. Foi usado como um circuito de corrida construído para um único Grande Prêmio de Fórmula 1, em 1964. 
Construído em 1959, a ideia para a pista veio do sucesso obtido na construção do circuito de Silverstone, também construído no local de um aeroporto. Contudo, os engenheiros da pista em Zeltweg falharam no que diz respeito à abrasão natural da superfície. O GP de 1964 foi o único no circuito. As corridas seguintes foram disputadas em Österreichring.

## Vencedor em Zeltweg[1]
| Ano  | Vencedor        | Equipe  | Resumo   |
| ---- | --------------- | ------- | -------- |
| 1964 | Lorenzo Bandini | Ferrari | Detalhes |